# Steffen Skel
Steffen Skel, né le 14 juin 1972 à Bad Salzungen, est un lugeur allemand. Avec son coéquipier Steffen Wöller, il a obtenu plusieurs récompenses internationales majeures telles que trois médailles aux Mondiaux en double, deux médailles européennes et la Coupe du monde 2000-2001.

## Biographie
En 2010, il s'est marié avec Diana Sartor, une skeletoneuse de haut niveau. 
Après sa retraite sportive, il s'est reconverti en tant qu'entraîneur de luge, travaillant pour différentes équipes nationales que sont le Canada, l'Allemagne, la Suisse et la Corée du Sud (dans l'optique des Jeux olympiques de 2018 à Pyeongchang).

## Palmarès

### Jeux olympiques
- Lillehammer 1994 :
  - 14e en double
- Nagano 1998 :
  - 8e en double
- Salt Lake City 2002 :
  - 4e en double

### Championnats du monde
- Igls 1997 : 
  -  : Médaille de bronze en double
- Altenberg 2000 : 
  -  : Médaille d'or par équipe mixte
  -  : Médaille d'argent en double
- Calgary 2001 : 
  -  : Médaille d'argent en double
  -  : Médaille d'argent par équipe mixte

### Championnats d'Europe
- Oberhof 1998 :
  -  : Médaille d'argent en double
- Winterberg 2000 : 
  -  : Médaille d'argent par équipe mixte
  -  : Médaille d'argent en double
- Altenberg 2002 :
  -  : Médaille d'or par équipe mixte
- Oberhof 2004 :
  -  : Médaille d'or par équipe mixte
- Winterberg 2006 :
  -  : Médaille d'or par équipe mixte

### Coupe du monde
- Vainqueur de la Coupe du monde en 2000-2001.
- 8 victoires en double.